# 青泥洼桥站
青泥洼桥站是大连地铁2号线与5号线的地铁车站，是一个换乘站，位于中国辽宁省大连市中山区中山路与友好街交叉口。2号线车站于2015年5月22日开通运营，5号线车站于2023年3月17日开通。

## 车站结构
青泥洼桥站为2号线与5号线换乘站，其中2号线车站位于中山路与友好街交叉口西侧，沿中山路南北向设置，为地下二层岛式站台车站，车站长173米，标准段宽21.3米，车站地下一层为站厅层，地下二层为站台层，站台设置全高站台门。5号线车站位于位于中山路与友好街交叉口南侧，沿友好街南北向设置，为地下二层岛式站台车站，车站长222.7米，标准段宽22.4米，车站地下一层为站厅层，地下二层为站台层，由于5号线车站较深，其地下一层站厅与2号线地下二层站台处于同一层，站台设置全高站台门。两线采用通道换乘，通道位于久光百货南侧，长约110米，连接2号线站厅东侧与5号线站厅西北侧。
|                   |  | █ 2号线往大连北站（一二九街） |
| 島式 · 開左邊车门 |  |                               |
|                   |  | █ 2号线往海之韵（友好广场）   |

|                   |  | █ 5号线往后关（大连站）       |
| 島式 · 開左邊车门 |  |                               |
|                   |  | █ 5号线往虎滩新区（劳动公园） |

## 车站出口
青泥洼桥站目前开放8个出口，其中A、C、E出口连通2号线站厅G1、H2出口连通5号线站厅。E出口实际连通友好街地下通道，分设4个地面出入口，并分别设两条地下连通道通向毗邻的大连柏威年购物中心与胜利购物广场长廊。各出口及周围设施如下所示：
| 出口编号                | 照片           | 出口指示         | 建议前往的目的地                                           |
| 连通 2号线站厅          | 连通 2号线站厅 | 连通 2号线站厅   | 连通 2号线站厅                                             |
| ----------------------- | -------------- | ---------------- | ---------------------------------------------------------- |
| A · 出口 · （设有）     |                | 中山路（南侧）   | 久光百货，希望广场，劳动公园                               |
| C · 出口                |                | 中山路（北侧）   | 大连中心裕景，大连实验小学，大连理工大学市内校区东院       |
| E · 1 · 出口            |                | 友好街（东南侧） | 大连新玛特购物休闲广场，大连商场                           |
| E · 2 · 出口            |                | 友好街（西南侧） | 久光百货                                                   |
| E · 3 · 出口            |                | 友好街（西北侧） | 大连中心裕景                                               |
| E · 4 · 出口            |                | 友好街（东北侧） | 大商集团交电公司，胜利购物广场                             |
| 连通 5号线站厅          |                |                  |                                                            |
| G · 1 · 出口            |                | 五惠路（南侧）   | 劳动公园                                                   |
| H · 2 · 出口 · （设有） |                | 友好街（东侧）   | 大连新玛特购物休闲广场，麦凯乐大连总店，大连百年城，雍景台 |
| 图例： 设有             |                |                  |                                                            |

## 接驳交通

### 公交车
- 青泥洼桥：15路、16路、19路、22路、23路、405路、531路、532路、702路、702路加车、708路、708路加车、708路区间车、710路、710路加车、901路
- 劳动公园：22路、43路、303路、505路、506路、515路、517路、529路、532路、533路、707路、1022路
- 大连火车站：409路、521路、525路

## 车站历史

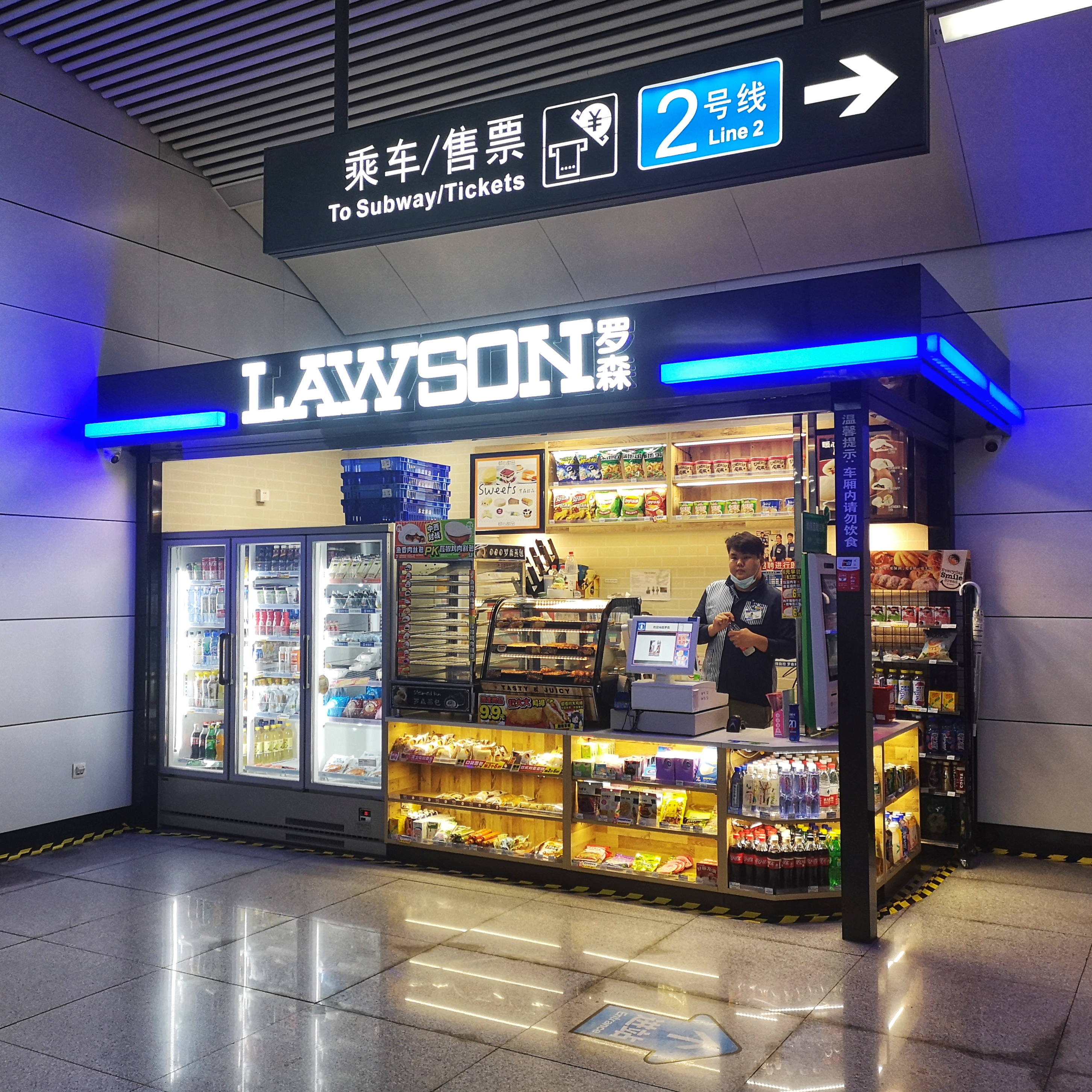
位于2号线站厅的罗森便利店

2号线车站建设时期工程名为友好街站，开通前确定以青泥洼桥站作为车站正式名称。
- 2015年5月22日，车站随2号线一期通车开通[1]。
- 2019年12月25日，2号线站厅两家罗森便利店开业，本站成为大连地铁首个设置便利店的车站[6]。
- 2023年3月17日，5号线开通，车站成为换乘车站[2]。